# بارهنگ آبی چمنی
بارهنگ آبی چمنی (نام علمی: Potamogeton gramineus) نام یک گونه از سرده گوشاب است.